# Зарубинка (Харьковская область)
Зарубинка (укр. Зарубинка) — село в Ольховатской сельской общине Купянского района Харьковской области Украины.
Код КОАТУУ — 6321484009. Население по переписи 2001 г. составляет 176 (79/97 м/ж) человек.

## Географическое положение
Село Зарубинка примыкает к селу Долгенькое, на расстоянии в 1 км расположено село Ольховатка.
Возле села несколько небольших лесных массивов: урочища Ольховатенькое, Круглое, Долгенькое, Комары (дуб).
По селу протекает несколько пересыхающих ручьев с запрудами.

## История
- 1750 — дата основания.
- До 17 июля 2020 года село входило в Ольховатский сельский совет, Великобурлукский район, Харьковская область.

## Известные люди
- Тарасов Лука Фёдорович — (1913—1990), Герой Советского Союза, родился в селе Зарубинка.